# Macael
Macael est une commune de la province d'Almería, Andalousie, en Espagne. Est célèbre pour la production de marbre

## Administration
| Période                                  | Période | Identité | Étiquette | Qualité |
| ---------------------------------------- | ------- | -------- | --------- | ------- |
| N/A                                      | N/A     | N/A      | N/A       | Maire   |
| Les données manquantes sont à compléter. |         |          |           |         |

## Jumelages
- Esplugues de Llobregat (Espagne)
- Jarrie (France)